# Lucy Westenra
Lucy Westenra est un personnage du roman de Bram Stoker, Dracula (1897).

## Dans le romanDracula
Elle est présentée comme la meilleure amie de Mina Murray.
Âgée de dix-neuf ans, elle est issue d'une riche famille. C'est une jeune fille d'une très grande sensibilité, douce, innocente, rêveuse, lunatique, vivace et dotée d'un grand charme. À cela s'ajoute sa finesse et sa force d'esprit. Elle est aussi une aristocrate mondaine, dépensière et aux mœurs légères, dont le physique et la richesse attirent les prétendants. Ainsi, elle n'a pas peur de dire ses pensées même si celles-ci sont choquantes, voire indécentes. 
Sa santé décline peu à peu et le verdict est imparable : elle a été vampirisée par Dracula. Commence alors une course contre la montre pour la sauver. Le Docteur Van Helsing, accompagné de ses complices, tenteront tout pour la délivrer, en vain. Lorsqu'elle meurt, elle devient un vampire, avant que Van Helsing ne procède à la délivrance de son âme afin qu'elle puisse monter au ciel.

## Dans d'autres œuvres

### Cinéma
L'aspect sensuel du personnage est particulièrement développé dans le film de Francis Ford Coppola, Dracula (1992), où son penchant pour la sexualité va l’entraîner tout droit dans les griffes  du Comte Dracula, en antithèse avec la moralité victorienne.
Dans Dracula: A Love Tale (2025) de Luc Besson, le personnage est rebaptisé Maria et incarné par Matilda De Angelis.